# Internationale Föderation katholischer Apotheker
Die Internationale Föderation katholischer Apotheker (en.: International Federation of Catholic Pharmacists, Abkürzung: IFCP; fr.: Fédération Internationale des Pharmaciens Catholiques, Abkürzung: FIPC) ist der Zusammenschluss katholischer Apotheker und Apothekerinnen in der römisch-katholischen Kirche. Die Föderation wurde 1950 in Rom gegründet und ist eine vom Päpstlichen Rat für die Laien anerkannte Vereinigung von Gläubigen. Der Nichtregierungsorganisation gehören weltweit etwa 50 Mitgliedsorganisationen aus 36 Ländern an, sie arbeitet mit dem Päpstlichen Rat für die Pastoral im Krankendienst, der Weltgesundheitsorganisation (WHO), dem Kinderhilfswerk der Vereinten Nationen (UNICEF), dem Europarat und der Europäischen Union zusammen und führt gemeinsame Aktionen mit der  Internationalen Föderation katholischer Ärztevereinigungen und des Internationalen katholischen Komitees der Krankenschwestern und sozialmedizinischen Assistentinnen durch.

## Geschichte
Der Gründungsgedanke entsprang in den 1930er Jahren aus einer Idee, die während eines Treffens von Apothekern aus Belgien und Frankreich entwickelt wurde. Die Zusammenkunft fand in Luxemburg  auf dem Internationalen Kongress der Internationale Bewegung katholischer Studenten (MIEC) statt. Die zuvor gegründeten nationalen katholischen Apothekervereinigungen trugen überwiegend die Namen der Heiligen Albertus Magnus sowie Cosmas und Damian. 1933 fand dann der erste Gründungsschritt statt, mit dem Priester und späteren Kardinal Joseph Cardijn (1882–1967) fanden sie einen großen Befürworter. Mit dem Ausbruch des Zweiten Weltkrieges wurde die Arbeit eingestellt, 1947 hatte sich die Internationale Bewegung katholischer Intellektueller (MIIC) gegründet, ihnen waren auch die Apotheker beigetreten, die 1933 das Studium der Pharmazie begonnen hatten. Diese bildeten den Kern für den Neubeginn, der seine Initialzündung im Heiligen Jahr 1950 auf dem ersten Kongress katholischer Apotheker erhielt, an dem 500 Teilnehmer versammelt waren.
Organisatorisch waren sie noch der Pax Romana (MIIC) angeschlossen und waren dort mit einem Untersekretär (ohne Stimmrecht) vertreten. 1953 begannen die Arbeiten an einer eigenen Satzung, die 1954 in Fátima verabschiedet wurden. 1956 erhielt sie mit der Bezeichnung „Internationale Föderation katholischer Apotheker (FIPC)“ einen stimmberechtigten Sitz bei Pax Romana-MIIC und vertrat ab 1962 die Vereinigung der katholischen Apotheker auch bei anderen Organisationen. 1972 wurde die Föderation als eine eigenständige und souveräne Vereinigung von Gläubigen päpstlichen Rechts vom Päpstlichen Rat für die Laien anerkannt.

## Organisation und Verbreitung
Die Föderation unterscheidet ordentliche, korrespondierende und wohltätige Mitgliedschaften, das höchste Organ ist der Internationale Rat, der von der Generalversammlung der Vereinigung aufgestellt wird. Das Exekutivkomitee, welches aus dem Internationalen Rat gewählt wird, existiert aus dem Präsidenten, mehreren Vizepräsidenten, dem Generalsekretär, dem Schatzmeister und dem Kirchlichen Assistenten. Die Föderation hat ihren Hauptsitz in Brüssel und zählt weltweit etwa 50 ordentliche und korrespondierende Mitglieder aus 36 Ländern. Deutsches Mitglied ist die Albertus-Magnus-Apothekergilde. Die FIPC leitet keine eigenen Werke oder Einrichtungen sie beteiligt sich aktiv an Projekten und Programmen und unterstützt Hilfsorganisationen. Zu den wichtigsten Einrichtungen gehören „Orbi-Pharma“ und „Cameroon Bioethic Society“.

## Selbstverständnis
In seiner Ansprache an die Mitglieder des Internationalen Kongresses der katholischen Apotheker 2007 unterstrich Papst Benedikt XVI. (2005–2013) die Ziele und Zweck der Föderation:

„Die derzeitige Entwicklung des Angebots an Medikamenten und der therapeutischen Möglichkeiten, die daraus erwachsen, führt dazu, dass die Apotheker über ihre immer umfassendere Rolle nachdenken, die sie ihrer Berufung entsprechend innehaben, besonders als Vermittler zwischen Arzt und Patienten. Sie sollen die Patienten lehren, von den Medikamenten in rechter Weise Gebrauch zu machen und sich vor allem der ethischen Folgen der Einnahme mancher Pharmaka bewusst zu sein. Auf diesem Gebiet ist es nicht möglich, die Gewissen zu betäuben, zum Beispiel in Bezug auf die Auswirkungen der Moleküle, die darauf abzielen, die Einnistung eines Embryos zu verhindern oder das Leben einer Person zu verkürzen. Der Apotheker muss jeden zu größerer Menschlichkeit einladen, damit jedes Leben vom Augenblick seiner Empfängnis an bis zu seinem natürlichen Tod geschützt wird und die Pharmaka tatsächlich ihre therapeutische Funktion erfüllen. Anderseits darf keine Person bedenkenlos als Objekt benutzt werden, um therapeutische Experimente vorzunehmen; diese müssen gemäß den Protokollen unter Achtung der ethischen Grundregeln durchgeführt werden. Jede Behandlung, jedes Experiment muss ein eventuelles besseres Befinden der Person und nicht nur die Suche nach wissenschaftlichen Fortschritten zum Ziel haben. Das Streben nach dem Wohl der Menschheit darf nicht zum Nachteil des Wohls der Patienten erfolgen. Auf moralischem Gebiet ist Ihr Verband eingeladen, die Frage der Weigerung aus Gewissensgründen anzugehen, die ein Recht ist, das Ihrem Berufsstand zuerkannt werden muss, indem es Ihnen erlaubt, weder direkt noch indirekt an der Lieferung von Produkten mitzuwirken, die eindeutig unmoralischen Zwecken dienen, wie zum Beispiel der Abtreibung und der Euthanasie.“